# Paul von Szczepanski
Paul Otto Adolph von Szczepanski (* 27. Oktober 1855 in Naugard, Provinz Pommern, Königreich Preußen; † 27. Mai oder 3. Juni 1924 in Freudenstadt im Schwarzwald) war ein deutscher Publizist.

## Leben
Paul von Szczepanski stammte aus einer preußischen Offiziersfamilie. Der Vater Wilhelm Otto Ernst von Szczepanski (1791–1863) war Hauptmann und Landwirt in Naugard in Pommern.
Paul von Szczepanski besuchte die Kadettenschule in Köslin. Er wurde Offizier der preußischen Armee und später als Hauptmann entlassen.
Seit etwa 1888 lebte Paul von Szczepanski in Leipzig, wo er Redakteur der Zeitschrift Daheim war. Seit 1891 schrieb er in Berlin für Über Land und Meer, ab 1907 war er in Stuttgart, dann wieder in Berlin. Dort heiratete er um 1911 Klara Luise Prausnitzer. Diese besaß ab 1913 das Haus Kurfürstendamm 175 in Charlottenburg. Ab Ende August (Nr. 35) 1914 war Paul von Szczepanski verantwortlicher Redakteur der beliebten Familienzeitschrift Die Gartenlaube. 1919 verkaufte seine Frau das Haus und beide zogen nach Freudenstadt im Schwarzwald. Dort starb er 1924.
Paul von Szczepanski veröffentlichte Bände mit Erzählungen sowie Erlebnisberichte von der Kadettenanstalt Köslin und von einem Besuch in Moskau 1924.